# Œ
Œ (minúscula œ) es una vocal y una letra usada en latín medieval y moderno, así como en el alfabeto francés moderno. El origen de la letra es una ligadura de O y E.
La combinación describe un diptongo, AFI /oe/, que tenía un valor similar al español OI. Se usaba en préstamos del griego, palabras que contenían el diptongo ΟΙ, οι. En latín clásico representaba un sonido similar al diptongo oi. Pero el latín vulgar reemplazó este sonido por el de una e larga ([e:]). Por esta razón, las palabras latinas que poseen Œ y que han llegado al castellano se escriben con E, V.G. fœderal se convierte en «federal» y fœtus en «feto».
En alemán, Ö (O con Umlaut) es el equivalente. En danés, feroés y noruego la letra equivalente es Ø. No es intercambiable por Ö en sueco, finlandés, islandés, estonio, húngaro y turco, ya que la Ö no representa O con Umlaut en estas lenguas.
En el francés, el uso de œ no es cuestión de estética, sino de lingüística: œ y las vocales separadas oe no se leen de la misma manera (cœlacanthe [selacãt] ~ coefficient [kɔefisjã]). Notemos que si el dígrafo francés œu se pronuncia [ø] o [œ], los œ de las palabras provenientes del griego deberían oírse como [e] (œdème como édème, œsophage como ésophage, œcuménique como écuménique, Œdipe como Édipe); el uso actual prefiere algunas veces la pronunciación [ø], pero no en todos los casos (fœtus, cœlacanthe).
El símbolo «œ» también se usa en el Alfabeto fonético internacional para la vocal semiabierta anterior redondeada. La mayúscula pequeña ɶ corresponde a un sonido diferente, la vocal abierta anterior redondeada.
Los códigos Unicode son respectivamente Œ 338 (152 en hexadecimal) y œ 339 (153 en hexadecimal). En HTML el código &OElig; y &oelig; también puede ser usado. Para el entorno Windows es alt + 0156 para la minúscula (œ) y alt + 0140 para la mayúscula (Œ).